# Дирекция „Отбранителна политика и планиране“
Дирекция „Отбранителна политика и планиране“ е една от дирекциите на специализираната администрация на Министерството на отбраната на България.
Състои се от ръководство и 4 отдела: „Отбранителна политика“, „НАТО“, „Европейски съюз и международни организации“ и „Двустранно и регионално сътрудничество“. Една от основните ѝ функции е да „подпомага министъра в процеса на формиране, провеждане, преглед и отчетност на изпълнението на отбранителната политика и осъществяването на двустранното, многостранното и регионалното сътрудничество в областта на отбраната и свързаната с него координация“. От 24 юни 2024 г. директор на дирекцията е бригаден генерал Любомир Монов.

## Директори
- бригаден генерал Валентин Цанков (8 август 2002 – 7 октомври 2003)
- бригаден генерал Стефан Янев (3 май 2010 – 24 февруари 2011)
- полковник Радостин Илиев (2013 – 2014)
- Росица Димитрова (2014 – 2018)
- бригаден генерал Радостин Илиев (1 януари 2019 – 28 юни 2023)
- полковник Любомир Монов (28 юни 2023 – 24 юни 2024), временно изпълняващ длъжността
- бригаден генерал Любомир Монов (от 24 юни 2024)